# Joseph Grew
Pour les articles homonymes, voir Grew.
Joseph Clark Grew, né le 27 mai 1880 à Boston et mort le 25 mai 1965, est un diplomate américain.

## Biographie
Il suit ses études secondaires au pensionnat de Groton puis étudie à l'université Harvard. Il est chargé d'affaires en Autriche-Hongrie (1917), puis ambassadeur au Danemark (1920–1921), en Suisse (1921-1924), en Turquie (1927–1932) et au Japon (1932-1941). Il est donc l'ambassadeur au Japon lors de l'attaque de Pearl Harbor et de l'entrée en guerre américaine dans la Seconde Guerre mondiale.
Dès janvier 1941, Grew informe le département d’État d'un projet d'attaque japonaise sur Pearl Harbor puis informe le président Roosevelt d'une réaction imprévisible des Japonais, face au blocus américain.
Dans son journal, à propos de la montée des tensions entre les deux pays, il note : "Voici venu le temps des ripostes et des contre-ripostes (...) A terme, la guerre est inévitable."
Il est également sous-secrétaire d’État de 1924 à 1927 et de 1944 à 1945 ; à ce poste il insistera beaucoup sur le caractère inflexible des Japonais et leur capacité à résister avec très peu de ressources ; cette analyse interviendra, parmi d'autres, à l'utilisation de la bombe atomique contre les villes Hiroshima et Nagasaki. Par ailleurs, il eut un rôle important dans la rédaction des termes de la reddition japonaise en 1945, en particulier dans la disposition permettant à l'empereur de rester en fonction à la tête du pays.
Son livre de mémoires sur son ambassade au Japon, '10 years in Japan - 1932 - 1942' (Simon & Shuster Ed., 1944) reste un ouvrage de référence sur l'histoire des relations USA - Japon et sur la montée du militarisme impérial japonais et du déclenchement de la Guerre du Pacifique.